# Fuerte Saint-Jean
El Fuerte Saint-Jean (en francés: Fort Saint-Jean) es un fuerte en la provincia de Quebec al este de Canadá, que se encuentra a orillas del río Richelieu . La fortaleza fue construida por primera vez en 1666 por soldados del Regimiento de Carignan- Salières y fue parte de una serie de fortalezas construidas a lo largo del río Richelieu. A través de los años, fue destruida y reconstruida varias veces, pero que es, después de la Ciudad de Quebec , el sitio militar que ha sido ocupado sin parar durante más tiempo en Canadá. La fortaleza fue designada como Sitio Histórico Nacional de Canadá, y en la actualidad alberga el Colegio Militar Real de Saint-Jean . La fortaleza ha sido ocupada continuamente desde 1748, y es el núcleo a partir del cual la ciudad de Saint-Jean-sur-Richelieu en Quebec creció en los alrededores. El Fuerte Saint-Jean jugó un papel crucial durante la invasión estadounidense de 1775 a la provincia de Quebec. 